# Millettia penicillata
Millettia penicillata är en ärtväxtart som beskrevs av François Gagnepain. Millettia penicillata ingår i släktet Millettia och familjen ärtväxter. Inga underarter finns listade i Catalogue of Life.